# Ecuadorkasik
Ecuadorkasik (Cacicus sclateri) är en fågel i familjen trupialer inom ordningen tättingar.

## Utseende och läte
Ecuadorkasiken är en helsvart fågel med ljusblått öga. Liknande eremitkasiken har istället mörka ögon. Fågeln har en uppseendeväckande sångrepertoar, med bland annat sirenliknande visslingar, metalliska gnisslande ljud och kattlika skrin.

## Utbredning och systematik
Fågeln förekommer i tropiska skogar i östra Ecuador och nordligaste Peru. Den behandlas som monotypisk, det vill säga att den inte delas in i några underarter.

## Levnadssätt
Ecuadorkasiken hittas i regnskog. Där ses den framför allt nära skogskantade sjöar och floder.

## Status och hot
Arten har ett stort utbredningsområde, men tros minska i antal, dock inte tillräckligt kraftigt för att den ska betraktas som hotad. Internationella naturvårdsunionen IUCN listar arten som livskraftig (LC).

## Namn
Fågelns vetenskapliga artnamn hedrar Philip Lutley Sclater (1829-1913), engelsk ornitolog och samlare av specimen.